# Kenadsa
Kenadsa (en árabe: قنادسة‎) es un municipio (baladiyah) de la provincia o valiato de Béchar en Argelia. En abril de 2008 tenía una población censada de 13 492 habitantes.
Se encuentra ubicado al oeste del país, en la región desértica de Saoura, a 22 km de Béchar, cerca de la frontera con Marruecos.

## Historia
Antes de la conquista francesa en 1870, el pueblo llevaba las actividades propias de un ksar sahariano. Su situación en un oasis con un palmeral regado por arroyos del oued Saoura, lo convirtió en un paso de rutas caravaneras. El desarrollo del comercio de larga distancia en el siglo XV le permitió adquirir importancia. A partir del siglo XVII el pueblo fue la sede de una importante zauía de la hermandad de los Ziana. A mediados del siglo XIX contaba con 2000 habitantes.
Tras el descubrimiento de carbón en el suelo de la región en 1907, la explotación del mineral en Kenadsa se inició en 1917, cuando la mina fue cedida a los ferrocarriles argelinos (CFA) que encontraron allí una cómoda fuente de recursos ya que se encontraba al final de la línea que unía Orán y Béchar. La Segunda Guerra Mundial aisló Argelia de la metrópolis (Francia), lo que la obligó a incrementar su producción de energía local. Se empezó entonces a explotar una nueva mina en Béchar-Djedid en 1942, se instaló una central termoeléctrica y se prolongó la línea de ferrocarril hasta Kenadsa. En 1948 se multiplicaron las prospecciones en los alrededores y se inauguró la mina de Ksi-Ksou. En 1947, con la nacionalización por Francia de sus compañías mineras, las minas pasan a depender de la empresa pública francesa Houillères du Sud Oranais (HSO).
El bajo rendimiento de la mina, su alto coste en transportes y en personal debido a su situación geográfica, y su poca competitividad hicieron que paulatinamente se abandonó su explotación a partir de 1962, año de la liberación de Argelia.
Durante la Segunda Guerra Mundial, el gobierno de Vichy instaló en Kenadsa un campo de concentración donde unos 400 refugiados republicanos españoles hacían trabajos forzosos en la mina y las obras del ferrocarril.
El escritor argelino Mohammed Moulessehoul, conocido como Yasmina Khadra, nació en Kenadsa en 1955.